# Marijan Fajdiga
Marijan Fajdiga, slovenski dirigent, pianist in skladatelj * 1. oktober 1930, Ljubljana, † 2012.
Leta 1957 je diplomiral na ljubljanski Akademiji za glasbo pri profesorju Danilu Švari iz dirigiranja in pri profesorici Zori Zarnik iz klavirja; 1964 je opravil podiplomski študij iz dirigiranja na Akademiji za glasbo v Pragi. V letih 1958-1974 je bil dirigent, 1964-66 tudi direktor Opere Srbskega narodnega gledališča v Novem Sadu, nato 20 let (do 1986) operni dirigent v Sarajevu, tu je od 1974 predaval dirigiranje na Akademiji za glasbo, 1982-86 kot izredni profesor. V letih 1986-95 je deloval v Slovenskem narodnem gledališču Opera in balet v Ljubljani, od 1991 kot umetniški vodja. Kot pianist je snemal domače skladbe za radio in nastopal kot klavirski spremljevalec.